# Glück auf
Glück auf ([глюк а́уф], переводится примерно как «Счастливо вернуться наверх!», «Счастливо выбраться!») — приветствие немецких горняков.
Выражает надежду на возвращение из шахты наверх, на поверхность земли.
Фраза возникла в те времена, когда горняки ещё поднимались и опускались в шахты, пользуясь деревянными лестницами.
После каторжной работы в шахте обычно предстоял длинный и опасный путь наружу, который мог занимать до двух часов времени. С XVI по XVIII столетия гибель людей в шахтах была обычным, неизбежным делом.
Такое приветствие вошло в слова песни Glück Auf, der Steiger kommt, известная как «Песня горняка» (Steigerlied — Штайгерлид). По традиции певец Герберт Грёнемайер начинает каждый свой концерт в своём родном городе Бохуме с этой песни.

## Использование
Фраза используется в арго спелеологов, водолазов и аквалангистов.
Словосочетание в слитном виде является названием авторитетного профильного журнала «Glückauf» и его приложения «Glückauf Forschungshefte». Также название «Glückauf» носил первый специализированный танкер, перевозивший нефть наливом в корпус.

## Интересные факты
- В Сьяновских каменоломнях среди путешественников принято по сути аналогичное приветствие «Доброго!».
- Словения: «Сречно!» (srečno = счастливо).
- В русском языке аналогом данной фразы служит пожелание "Счастливо на-гора!"